# Johnnie Walker Championship at Gleneagles
Ne pas confondre avec le Johnnie Walker Classic
Le Johnnie Walker Championship at Gleneagles est un tournoi du Circuit Européen se déroulant annuellement près de Perth and Kinross en Écosse. Fondé en 1999 sous le nom officiel Scottish PGA Championship, il a depuis changé plusieurs fois de nom pour occuper son nom actuel. La dernière édition a eu lieu en 2013.

## Palmarès
| année                                     | Vainqueur                 | Nationalité               | Score                     |
| Scottish PGA Championship                 | Scottish PGA Championship | Scottish PGA Championship | Scottish PGA Championship |
| ----------------------------------------- | ------------------------- | ------------------------- | ------------------------- |
| 1999                                      | Warren Bennett            |                           | 282 (-6)PO                |
| 2000                                      | Pierre Fulke              |                           | 271 (-17)                 |
| Gleneagles Scottish PGA Championship      |                           |                           |                           |
| 2001                                      | Paul Casey                |                           | 274 (-14)                 |
| Diageo Scottish PGA Championship          |                           |                           |                           |
| 2002                                      | Adam Scott                |                           | 262 (-26)                 |
| Diageo Championship at Gleneagles         |                           |                           |                           |
| 2003                                      | Søren Kjeldsen            |                           | 279 (-9)                  |
| 2004                                      | Miles Tunnicliff          |                           | 275 (-13)                 |
| Johnnie Walker Championship at Gleneagles |                           |                           |                           |
| 2005                                      | Emanuele Canonica         |                           | 281 (-7)                  |
| 2006                                      | Paul Casey                |                           | 276 (-16)                 |
| 2007                                      | Marc Warren               |                           | 280 (-12)PO               |
| 2008                                      | Grégory Havret            |                           | 278 (-14)                 |
| 2009                                      | Peter Hedblom             |                           | 275 (-13)                 |
| 2010                                      | Edoardo Molinari          |                           | 278 (−10)                 |
| 2011                                      | Thomas Bjorn              |                           | 277 (−11)                 |
| 2012                                      | Paul Lawrie               |                           | 272 (−16)                 |
| 2013                                      | Tommy Fleetwood           |                           | 270 (−18)                 |